# 新娘出門 (中式婚禮)
新娘出門是指中式婚禮中新娘離開娘家，前往男家的過程。由於自宋代起新娘多坐花轎前往男家，因此又稱上轎。新娘出門要完成一系列婚俗礼仪。現代新娘多乘搭汽車前往男家，但不少出門習俗依然保留。在完成新娘出門前的一系列儀式後，新娘才可以出門。

## 姑嫂不能相送
中国不少地区都有新娘上轿出门时，姑嫂都要回避之婚俗。姑嫂不能相送乃因为“姑”和“孤”同音，“嫂”和“扫”同音，不好彩头。

## 不見天、不沾地、抱轎、出傘、撑傘
傳統上新娘會被傘或簸箕遮蓋以避邪，而腳也不能沾地。因此不少地區的習俗中，新娘是被喜娘抱或揹著上轎的，也有些是在地上鋪上物件讓新娘走上轎時不會觸地。地在中国古代农耕社会中乃生存之本，民间传统认为“土能生万物，地可长黄金”。新娘出嫁时若脚踩了自家土地而带走了娘家土，就会带走娘家地里的财气，以致旺了夫家，损了娘家，导致娘家穷困。所以新娘上轿时须脚不沾地，女方家须在上轿前先把整个上轿路上铺好红毡。很多地方甚至要求新娘上轿后换鞋。女方之后对于花轿的一系列婚俗仪式多源于此。有些地區會把新娘抱上花轿，稱為「抱轎」也有将新娘背上花轿的，稱為「背轎」。一般由喜娘背，如她们体力不行，则由新娘的父、兄、弟、叔、伯、舅背。
有些地區在新娘出閨房前有「出伞」習俗，旧时十分讲究新娘必须于吉时良辰离开闺房，而新娘出闺房时，其父母、兄长或舅舅重复开合一把崭新的红伞三次，开合时吟吉语道：“女儿出嫁，人未到，魂先去，传枝接叶，旺子旺孙。”与此同时，男方家中点燃除长明灯以外的所有灯烛，表示将新娘灵魂迎进男家房中。红伞则用于稍后新娘上轿时用。
撑伞或用簸箕遮蓋新娘的習俗来自民间传说桃花女斗周公的故事：周公为杀害新娘桃花女设下的七煞之三为霹雳煞，桃花女以上轿时以红伞或米筛罩头，成功化解霹雳煞，破解七煞之三。此俗逐渐演化成新娘出屋时喜娘新娘头上撑起伞，直至上轿。但新娘若怀孕，则请一位福份高的长辈持黑伞保护新娘上轿。打伞的原因是因为红伞象征皇帝所用的红顶金帷华盖，同时要遮住太阳，意指结婚当日新娘在女方家最大，但不与天争大，故以伞遮人以敬天。此俗源于农耕社会中靠天吃饭，中国民间因此尊崇自然，认为天比人大。另一原因是人类会用火后，使火为武器驱除猛兽以保平安，中国民间因而认为火能辟邪。红色代表火，故尚红，而伞意指开枝散叶，故用红伞。清代之後，部份地區把新娘被傘遮蓋和腳不沾地，加上「頭不頂清朝天，腳不踏清朝地」的意義。
有些地區因新娘上轿时须换鞋，迎娶路上新娘坐轿时所穿的新鞋又称“踏轿鞋”。部分地区更有踏轿鞋以后只能于逢喜事，如生子、娶媳、儿孙满月时才穿，最后入殓时穿入棺中。就这样，从而形成“一又红鞋穿到死”的民俗。

## 撒米喂金鸡
新娘上轿时，送親隊伍人員须边走边向上空、伞顶、及花轿撒米（可加红绿豆）。此俗源于民间传说仙女下凡嫁凡人：仙女违背天庭条规私自下凡至人间下嫁凡人，天帝怒遣金鸡啄仙女戴在头上的红花，因为红花是此仙女的元气生命所在。撒米的作用就是让金鸡啄食米，金鸡啄米后便不会啄新娘，新娘则可顺利出嫁。此俗是把新娘比作仙女，借用仙人传说为出嫁的新娘祝福。撒米时一般要同时送亲婆或接亲婆吟吉语，多为：“一撒天赐平安， 二撒早吃红蛋，三撒三元吉利， 四撒四季如意，五撒五子登科， 六撒天地人和，七撒七子团圆，八撒子孝孙贤，九撒天长地久，十撒白发到头。”

## 踏轿鞋
很多地方的新娘上轿婚俗中包括换鞋一项，此俗目的是保证新娘不会带走娘家的土。此俗除了求个吉利外，也有出风头、炫耀之意。有的地区是在花轿内换，有的地区则在专门的迎亲亭内。有些地区如崇明岛，新娘会穿虎头绣花鞋以借老虎的威势，过门后压倒丈夫。这是过去中国妇女对男尊女卑之压迫的象征性反抗。迎娶路上新娘坐轿时所穿的新鞋又称“踏轿鞋”。部分地区更有踏轿鞋以后只能于逢喜事，如生子、娶媳、儿孙满月时才穿，最后入殓时穿入棺中。就这样，从而形成“一又红鞋穿到死”的民俗。
中国北方部分地区男家须要向送新娘丝麻鞋，意味着吉祥和谐，成双成对，永不分离。而新娘则须穿着丝麻鞋上轿，丝麻的谐音是“思妈”，意思是新娘将永不忘生母的养育之恩。此外，除鞋谐音“谐”而象征夫妻和谐外，鞋在传统中式婚礼中的重要性还在于旧时中国民间信仰认为鞋代表了性与生殖繁衍，其首要原因为鞋的表象特征：将双脚并在一起，两足之间形成的孔隙形同女性阴部；因此，鞋也就与脚一起，有了性与生殖繁衍的象征意义。《史记》卷四《周本纪》里记载了邰氏的女子姜嫄，在郊野见到神人的足迹，后生下了周朝之始祖后稷的“足迹感孕”神话故事。《周易》中也有将鞋作为婚配现象的导引和借喻的记载。旧时再婚妇女不允许穿红鞋，只能穿绿鞋，现今因男女平等，此限制也随之消失。在中国南方由于各地方言不同，丝麻的发音并非“思妈”，因而并不送丝麻鞋，送普通女式婚鞋即可。
部分地区有「抢新娘鞋」之婚俗，新娘的亲戚中若谁能抢到新娘的换下的鞋子，被视为幸运者。

## 谢灶神
很多地区的婚俗礼仪受中国民间信仰认为灶神乃家神之一，主管一家钱粮之影响，新娘上轿时不是从闺房走，而是要从厨房走，所以新娘须从闺房先到厨房，再经厨房上轿，此乃“谢灶神”。部分地区(主要是西北地区，如旬邑等地) 谢灶神时还有更多的婚俗礼仪：新娘手里拿着用红线拴着的一把红筷子，线上还拴着九枚铜钱和白馍馍。新娘要头朝前手向后甩，甩出的白馍馍是告诉灶王爷从此再也不是这家的人，也就不再这里吃饭了，而洒出去的铜钱掉在厨房里面则象征娘家钱多，掉在外面则象征婆家钱多。这一甩，就再也不能回头了。部分地区谢灶神时须和腊月祭灶一样，新娘在自家灶房内给灶神烧香、点表、三叩九拜之后，才由娘家的送亲人员陪伴出厨房上轿。

## 抱鸡
很多地区有抱鸡之婚俗礼仪，即新娘家选一男孩抱只母鸡，随花轿出发前往送亲。因鸡与“吉”谐音，抱鸡为的是图个吉利。这只母鸡和压轿公鸡会在中国很多地区用于行长命鸡之礼。

## 劝嫁
很多地区有新娘不能一请就立刻上轿的婚俗礼仪，一般要假装不愿出嫁(当然也有不满包办婚姻而确实不愿出嫁的)，需三催三请之后才上轿，以示不愿意离开父母。此俗为劝嫁。

## 抱瓶
部分地区有抱瓶之婚俗礼仪，为新娘上轿时需抱一只内装五谷的瓷瓶(部分地区也有外加戒指的)，称为「宝瓶」，一直抱至新郎家。部分地区有新娘须两手一左一右抱俩宝瓶，或新娘到新郎家时由男方献宝瓶的婚俗礼仪。

## 掷箸
新娘上轿后撒一把红筷子，寓意快快生子，好在夫家养儿育女。同时也意味着从此以后不再吃娘家饭了，成别人家人了，要吃别人的饭，在别人家过日子。扔完筷子不回头，意味着一心一意、一生一世，踏踏实实地在新家过日子，不要因抛弃、离婚等原因回到娘家。筷子要扔在新娘子的身后，也就是朝着娘家门的方向，不能朝其他方向扔。扔完以后也不能回头看。新娘子扔完以后，筷子也要由新娘亲人拾起来，和女方送亲人员一起带至新郎家，以备洞房花烛夜行戳窗礼时用。

## 出阁
新娘上轿时须随身携带備轎時搜轿礼时所用之镜子以辟邪，因而此镜又称“避邪镜”或“照妖镜” 。这个新娘携镜上轿的过程称之为出阁，而整个过程是不能回头的，若回头就意味着将来婚姻不美满要走回头路。

## 携鏡、转镜
新娘娘家于新娘上轿前行搜轿礼时所用之镜子须交给新娘随身携带，带至婆家。转镜婚俗是指当载着新娘的花轿出新娘娘家门时镜面向里，照得娘家好；到了半路新娘要把镜子转过来，镜面向外，照得婆家好。新娘进轿坐定完成前一系列婚俗礼仪后，臀部不可随便移动，寓意婚姻平安稳当。

## 轎子相關

### 启轿
启轿又称起轿。旧时婚礼十分讲究吉时良辰，不到吉时是不能抬起花轿出发的。起轿时，女家须放炮仗。启轿时有起轿歌/吉语，其词为：“日月星辰六维合，乾坤阴阳两仪成。男婚女嫁留世事，凤凰登枝占梧桐。一启娇娥配郎君，二启得子贵如金，三启富贵享荣华，花轿出门好前程。”

### 送轿
女方嫁女要送轿，是為了防止本家福气被新娘带往新郎家，所以花轿离开后，先用扫帚作扫向家中状，再关紧大门，有的地方还要用米筛压在门后。

### 供轿神
为女方家的祭轿婚俗仪式。花轿出门后，女方家以茶点供轿神，祈求轿神一路保佑将女儿平安送至新婿家。

### 护轿
中国部分地区有护轿婚俗，即由新娘亲族中兄弟四人（亦有八人者）分列花轿两旁护轿出门，一路徒步随行，直至新郎家。远古时婚礼男女双方分别各自宴请自家宾客时，护轿人至新郎家时不能入内，须返回新娘家。当婚礼演化成新郎家婚宴也邀女方亲朋时，护轿人虽能入宴，但仍须一路徒步随行护轿。此俗原须新娘的亲兄弟或堂兄弟护轿，但由于现代社会少子化的原因，现时举行传统中式婚礼中行此礼时，已扩大到新娘表兄弟。护轿在一些地区也称帮轿。

### 接火种
俗称「倒火熜灰」，旧时花轿要绕至上地庙宗祠等处，以取得祖宗神灵的认可；而护轿人包一些火熜灰回新娘娘家来，并从火种中点燃香， 返家罝于新娘娘家中的火缸，以求平安。

### 掐轿
富豪人家会多一项掐轿仪式，即女方几位男亲把轿子抬到院门外，再交给轿夫抬起来，女方当场赏众轿夫一笔钱，希望他们保证一路平稳，并显示女方之富有。另有一种情况，讲究的女家还要陪送一班轿夫，临娶走时，由女家另行陪送一班轿夫抬走，既表示富有，也显示对男家来的轿夫不放心，恐怕抬不稳，闺女受屈。 不过讲究这样大排场的是极为少见的，只限于大富大贵人家，普通人家还是用原班轿夫，也不额外打赏，肇因男方已付过费用。

### 放扇
此俗原来自民间传说桃花女斗周公的故事：周公为杀害新娘桃花女设下的七煞之二为上轿煞，桃花女以上轿后将一把红扇从轿中扔出，成功引开上轿煞，破解七煞之二。此俗逐渐演化成新娘上轿后将一把扇子扔出的寓意是不把坏脾气带到夫家，而新娘家人则从地上捡起扇子带回家。

### 贴封轿门
部分地区有新娘上轿后，由同族长辈贴封轿门的习俗。贴封轿门后新娘还需脚踢轿门三次，表示不愿离家。

### 撒米、泼水
新娘上轿后，新娘家人(多为其父)要向花轿泼水和撒一把米。撒米是祝福女儿在新家有饭吃，泼水意为嫁出去的女儿泼出去的水，祝福女儿婚姻和睦，终生偕老，不会因离异而回到娘家。
潑水，則祝福女兒婚事圓滿，也象徵展開新的人生。

### 踩街
大富大贵人家花高价所雇经验丰富的轿夫们在抬轿时会进行“踩街”，即当载有新娘的花轿从城镇街道上行走时，轿夫们迈八字步，双手不扶轿杆而是叉腰，步伐稳健整齐，使花轿微颤，颤动的节奏正好和鼓乐手吹出的音乐节奏吻合。踩街时也是这些资深轿夫们在给自己做广告的时候，轿子抬得如何公开展示，被人们盯着看，仔细检阅，所以轿夫们千万不得马虎，全力展示抬轿水平。 

### 颠轿
花轿在途中，轿夫故意摇晃或颠簸花轿，使新娘不适甚至呕吐，作为对新娘子迟迟不上轿的惩罚。若颠得过分，新娘便将轿内的脚炉(或火熜)踢出轿门，轿夫就不再继续颠了。颠轿婚俗之另一意义同鋪房中的压床婚俗，是祈求新娘尽快繁衍后代，以壮大家族，所以颠轿时新娘的被颠得要吐的症状象征妊娠。因此娶亲路上禁止新娘下轿如厕的另一原因是免得使象征中的妊娠不幸流失。颠轿又称抖轿摇轿和颤轿。

### 花轿过火堆
花轿过火堆乃满族遗风，融入中原汉文化后成为中式婚礼的一部分。一系列驱魔婚俗礼仪仪式完成后，花轿需从两堆燃起的旺火中间通过，寓意兴旺发达 。由于各地婚俗礼仪不一，花轿何时过火堆也因此不一样：有的地区于新郎家大门外，有的地区是等花轿进了新郎家的大门之后，部分地区则是在新娘家，于新娘上轿后，迎娶队伍向新郎家出发前。

## 断煞
新娘出门后，男方同时在自家大门口挂上镜子和剪刀。镜子寓意照妖镜，让孽障无处可藏。同时由于镜子反射影像，显示出迎娶队伍的来路，可把孽障引回原路而来的地方，不会继续进入新郎家。剪刀则寓意剪断孽障通往新郎家的道路。此婚俗礼仪因断了霉头晦气、厄运凶煞、妖魔鬼怪等孽障的通往新郎家之路，所以称为断煞。